# 吕斯奈勒迪克
吕斯奈勒迪克（法語：Lucenay-le-Duc，法語發音：[lysnɛ lə dyk]）是法国科多尔省的一个市镇，属于蒙巴尔区。

## 地理
吕斯奈勒迪克（47°36'41"N, 4°31'1"E）面积28.81 平方千米，位于法国勃艮第-弗朗什-孔泰大區科多尔省，该省份为法国中东部省份，北起奥布省，西接涅夫勒省和约讷省，南至索恩-卢瓦尔省，东南接汝拉省，东临上索恩省，东北部与上马恩省接壤。
与吕斯奈勒迪克接壤的市镇（或旧市镇、城区）包括：绍姆莱拜尼厄、图永、比西勒格朗、埃兰日、埃托尔迈、迪埃斯穆瓦地区丰泰内、弗雷讷。

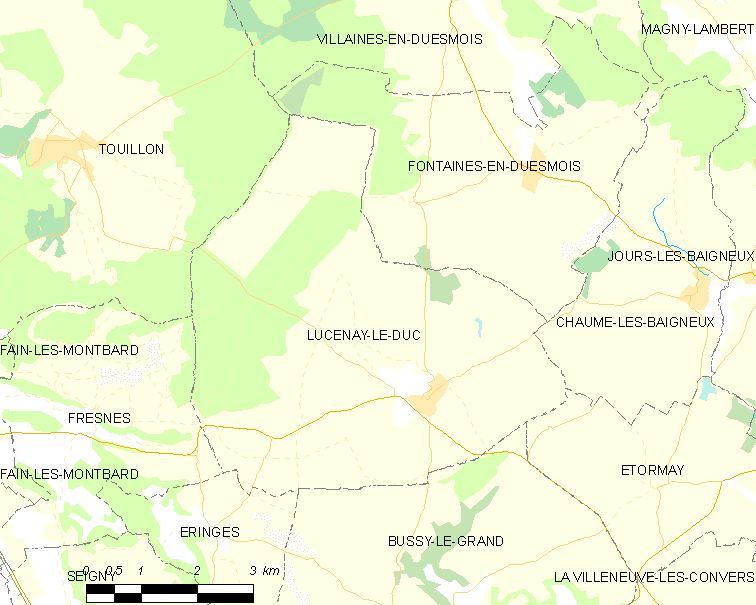
吕斯奈勒迪克的OSM定位图

吕斯奈勒迪克的时区为UTC+01:00、UTC+02:00（夏令时）。

## 行政
吕斯奈勒迪克的邮政编码为21150，INSEE市镇编码为21358。

## 政治
吕斯奈勒迪克所属的省级选区为蒙巴尔县。

## 人口

1962-2008年间吕斯奈勒迪克人口变化图示

吕斯奈勒迪克于2022年1月1日时的人口数量为197人。